# Луцій Юлій Цезар (консул 64 року до н. е.)
Луцій Юлій Цезар (лат. Lucius Iulius Caesar, близько 110 до н. е. — після 43 до н. е.) — давньоримський політик, консул 64 до н. е. разом з Гаєм Марцієм Фігулом.

## Життєпис
Походив з патриціанського роду Юліїв. Син Луція Юлія Цезаря, консула 90 року до н. е., та Фульвії. 
Під час свого консульства висловлювався за страту учасників змови Катіліни. Після консульства став авгуром. Під час Галльської війни служив у Галлії під керівництвом свого родича, Гая Юлія Цезаря. Після вбивства Гая Юлія Цезаря в 44 році виступив проти Марка Антонія, свого племінника, за що і був згодом проскрібірований. 
Можливо у 61 році до н. е. його було обрано цензором разом з Гаєм Скрибонієм Куріоном.

## Родина
- Луцій Юлій Цезар, квестор 50 року до н. е.
- Гней Юлій Цезар, квестор 46 року до н. е.